# Kąt godzinny
Kąt godzinny (oznaczany symbolem t) – współrzędna astronomiczna w układzie równikowym godzinnym, kąt dwuścienny zawarty pomiędzy płaszczyzną lokalnego południka a płaszczyzną koła godzinnego przechodzącego przez dany obiekt.
Kąt godzinny odmierza się w kierunku zgodnym z dziennym ruchem sfery niebieskiej, czyli od południa przez zachód, północ i wschód. Kąt godzinny podaje się w mierze czasowej od 0h do 24h lub kątowej od 0° do 360°.